# Francisco Higuera
Francisco Higuera Fernández (Escurial, 3 gennaio 1965) è un ex calciatore spagnolo, di ruolo centrocampista.

## Carriera

### Club
Iniziò a giocare nel Maiorca nel 1983. Nel 1988 si trasferì al Real Saragozza.
Vinse la Coppa del Re nel 1993-1994 ai rigori contro il Celta Vigo, segnando il rigore decisivo.
Nella stagione successiva vinse la Coppa delle Coppe 1994-1995 battendo in finale l'Arsenal. Giocò in Messico nella stagione 1997-1998, con il Puebla.
Nel 1998 tornò in Spagna e giocò due stagioni con lo Xerez, fino al suo ritiro avvenuto nel 2000.

### Nazionale
Esordì in nazionale il 15 gennaio 1992 in una partita contro il Portogallo che finì 0-0, subentrando nel primo tempo all'infortunato Emilio Butragueño.
Segnò il suo primo e unico gol in nazionale il 7 settembre 1994 e giocò l'ultima partita il 29 marzo 1995, contro il Belgio.

## Palmarès

### Competizioni nazionali
- Coppa di Spagna: 1

Real Saragozza: 1993–94

### Competizioni internazionali
- Coppa delle Coppe:

Real Saragozza: 1994–95